# Comloșu Mare
Comloșu Mare (en hongrois : Nagykomlós, en allemand : Großkomlosch) est une commune du județ de Timiș en Roumanie.